# Dan poslije sutra
Dan poslije sutra (eng. The Day After Tomorrow), američki znanstveno-fantastični film redatelja Rolanda Emmericha iz 2004. godine s Dennisom Quaidom, Jakeom Gyllenhaalom i Emmy Rossum u glavnim ulogama.

## Radnja
U filmu je glavna radnja dolazak novog ledenog doba, koje prijeti Zemlji, a znanstvenik meteorolog Jack Hall (Dennis Quaid) pokušava stići do zaleđenog New Yorka po svog sina, koji za to vrijeme u ledenom New Yorku vrijeme provodi u lokalnoj knjižnici, s još nekoliko svojih kolega. Na kraju Jack uspijeva stići i odvesti sina na sigurno.

## Glumci
| Glumac              | Uloga           |
| ------------------- | --------------- |
| Dennis Quaid        | Jack Hall       |
| Jake Gyllenhaal     | Sam Hall        |
| Emmy Rossum         | Laura Chapman   |
| Arjay Smith         | Brian Parks     |
| Dash Mihok          | Jason Evans     |
| Jay O. Sanders      | Frank Harris    |
| Sela Ward           | Dr. Lucy Hall   |
| Nestor Serrano      | Gomez           |
| Austin Nichols      | J.D.            |
| Ian Holm            | Terry Rapson    |
| Tamlyn Tomita       | Janet Tokada    |
| Kenneth Welsh       | Raymond Becker  |
| Perry King          | President Blake |
| Christopher Britton | Vorsteen        |

## Vanjske poveznice
- The Day After Tomorrow u internetskoj bazi filmova IMDb-a
- The Day After Tomorrow na Rotten Tomatoes